# 333175 Jaen
333175 Jaen è un asteroide della fascia principale esterna. Scoperto nel 2006, presenta un'orbita caratterizzata da un semiasse maggiore pari a 3,134127 UA e da un'eccentricità di 0,441669, inclinata di 26,247756° rispetto all'eclittica.
Frank J. Jaen è un ingegnere di sistemi statunitense che lavora nella missione OSIRIS-REx per il recupero di campioni da un asteroide. Supporta altre missioni aerospaziali come operatore in tempo reale e ha lavorato in passato in ruoli di supporto agli aeromobili nel settore dell’aviazione commerciale.